# The Company (film)
The Company è un film del 2003 diretto da Robert Altman.

## Trama
L'eccentrico direttore di una prestigiosa compagnia di danza è impegnato nella messa in scena di un nuovo spettacolo. Una giovane danzatrice ha l'occasione di ricoprire il ruolo di prima ballerina "grazie" all'infortunio di una collega. Per lei l'occasione di rimettere in sesto la sua vita. La ragazza dovrà affrontare varie sfide prima di riuscire a coronare il suo sogno.